# Campeonato Africano de Atletismo de 2018 - 400 m com barreiras masculino
A prova dos 400 metros com barreiras masculino do Campeonato Africano de Atletismo de 2018 foi disputada entre os dias 2 e 3 de agosto, no Estádio Stephen Keshi,  em Asaba,  na Nigéria. 

## Recordes
Antes desta competição, os recordes mundiais e do campeonato nesta prova eram os seguintes:
|                       | Nome          | Nacionalidade  | Tempo  | Local     | Data                |
| --------------------- | ------------- | -------------- | ------ | --------- | ------------------- |
| Recorde mundial       | Kevin Young   | Estados Unidos | 46s 78 | Barcelona | 6 de agosto de 1992 |
| Recorde do campeonato | Amadou Dia Ba | Senegal        | 48s 29 | Cairo     | 1985                |
| Recorde africano      | Samuel Matete | Zâmbia         | 47s 10 | Zurique   | 7 de agosto de 1991 |

## Medalhistas
| Ouro                      | Prata                   | Bronze           |
| Abdelmalik Lahoulou (ALG) | Cornel Fredericks (RSA) | Zied Azizi (TUN) |

## Cronograma
Todos os horários são locais (UTC+1). 
| Data        | Hora  | Evento  |
| ----------- | ----- | ------- |
| 2 de agosto | 18:25 | Bateria |
| 3 de agosto | 19:40 | Final   |

## Resultados

### Bateria
Qualificação: 3 atletas de cada bateria (Q) mais os 2 melhores qualificados (q).
| Posição | Bateria | Atleta                | Nacionalidade  | Tempo | Notas |
| ------- | ------- | --------------------- | -------------- | ----- | ----- |
| 1       | 1       | Aron Koech            | Quênia         | 49.77 | Q     |
| 2       | 2       | Cornel Fredericks     | África do Sul  | 49.84 | Q     |
| 3       | 2       | Nicholas Bett         | Quênia         | 49.88 | Q     |
| 4       | 2       | Abdelmalik Lahoulou   | Argélia        | 50.22 | Q     |
| 5       | 2       | William Mbevi Mutunga | Quênia         | 50.31 | q     |
| 6       | 1       | Zied Azizi            | Tunísia        | 50.59 | Q     |
| 7       | 1       | Le Roux Hamman        | África do Sul  | 50.68 | Q     |
| 8       | 1       | Saber Boukemouche     | Argélia        | 51.00 | q     |
| 9       | 2       | Henry Okorie          | Nigéria        | 51.51 |       |
| 10      | 1       | Johannes Maritz       | Namíbia        | 51.60 |       |
| 11      | 1       | Rilwan Alowonle       | Nigéria        | 51.97 |       |
| 12      | 2       | Ned Azemia            | Seicheles      | 52.01 |       |
| 13      | 2       | Jordin Andrade        | Cabo Verde     | 52.28 |       |
| 14      | 2       | Gadisa Bayu           | Etiópia        | 52.40 |       |
| 15      | 1       | Abu Elsid Yasir Ahmed | Sudão          | 53.31 |       |
| 16      | 2       | Kurt Couto            | Moçambique     | DNF   |       |
| 17      | 1       | Bienvenu Sawadogo     | Burquina Fasso | DNS   |       |

### Final
| Posição           | Raia | Atleta                | Nacionalidade | Tempo | Notas            |
| ----------------- | ---- | --------------------- | ------------- | ----- | ---------------- |
| Medalha de ouro   | 7    | Abdelmalik Lahoulou   | Argélia       | 48.47 | Recorde nacional |
| Medalha de prata  | 3    | Cornel Fredericks     | África do Sul | 49.40 |                  |
| Medalha de bronze | 4    | Zied Azizi            | Tunísia       | 49.48 |                  |
| 4                 | 5    | Aron Koech            | Quênia        | 49.94 |                  |
| 5                 | 8    | Le Roux Hamman        | África do Sul | 50.53 |                  |
| 6                 | 1    | William Mbevi Mutunga | Quênia        | 52.61 |                  |
| 7                 | 2    | Nicholas Bett         | Quênia        | DNF   |                  |
| 8                 | 6    | Saber Boukemouche     | Argélia       | DNS   |                  |

Legenda
| Recorde mundial       | Recorde mundial (World record)               |                       | Recorde africano                      | Recorde africano (African) |                                           | Q | Classificado por posição (Qualified) |
| Recorde do campeonato | Recorde do campeonato (Championship record)  | Recorde da América    | Recorde da América (Americas)         | q                          | Classificado por melhor tempo (Qualified) |   |                                      |
| Melhor marca do ano   | Melhor marca do ano (World leading)          | Recorde asiático      | Recorde asiático (Asian)              | DNS                        | Não largou (Did not start)                |   |                                      |
| Recorde nacional      | Recorde nacional (National record)           | Recorde europeu       | Recorde europeu (European)            | DNF                        | Não terminou (Did not finish)             |   |                                      |
| Recorde pessoal       | Recorde pessoal do atleta (Personal best)    | Recorde da Oceania    | Recorde da Oceania (Oceania)          | DSQ / DQ                   | Desclassificado (Disqualified)            |   |                                      |
| Recorde da temporada  | Recorde da temporada do atleta (Season best) | Recorde sul-americano | Recorde sul-americano (South America) | NM                         | Sem marca (No mark)                       |   |                                      |